# Сесил Корбел
Сесил Корбел (фр. Cécile Corbel; Пон Кроа, 28. март 1980) француска је певачица и харфисткиња из Бретање. Издала је четири албума ауторске музике. У сарадњи са Студиом Џибли из Јапана остварила се као композиторка музике за анимирани филм Тајни свет Аријети (јап. 借りぐらしのアリエッティ) из 2010. године.
Корбелова пева на многим језицима, као што су француски, италијански, бретонски и енглески, а поједине песме снимила је на немачком, ирском, турском и јапанском језику. Музиком се бави од 2002. године, а њено прво издање изашло је у новембру 2005.

## Дискографија
- 2005:
- 2006:
- 2008:
- 2009: , 2
- 2010:  (сингл)
- 2010:
- 2010:  (филм)
- 2010:  (компилација)
- 2011:
- 2013: